# 雁门萨氏
雁门萨氏是中国的一个以萨为姓氏的家族，为福建福州的名门望族。雁门萨氏发源于西域色目人“答失蛮氏”，1333年薩仲礼迁基福建福州，现今雁门萨氏主要指福州的这一支，其祖居位於福州市鼓樓區朱紫坊，至2007年已传二十二世，分布在中國大陸、臺灣和美國等地。该家族在历史上产生了大批著名人物，包括了萨都剌、萨镇冰、萨本栋、萨师俊、萨孟武等，在中國近現代歷史上頗有影響。

## 发源

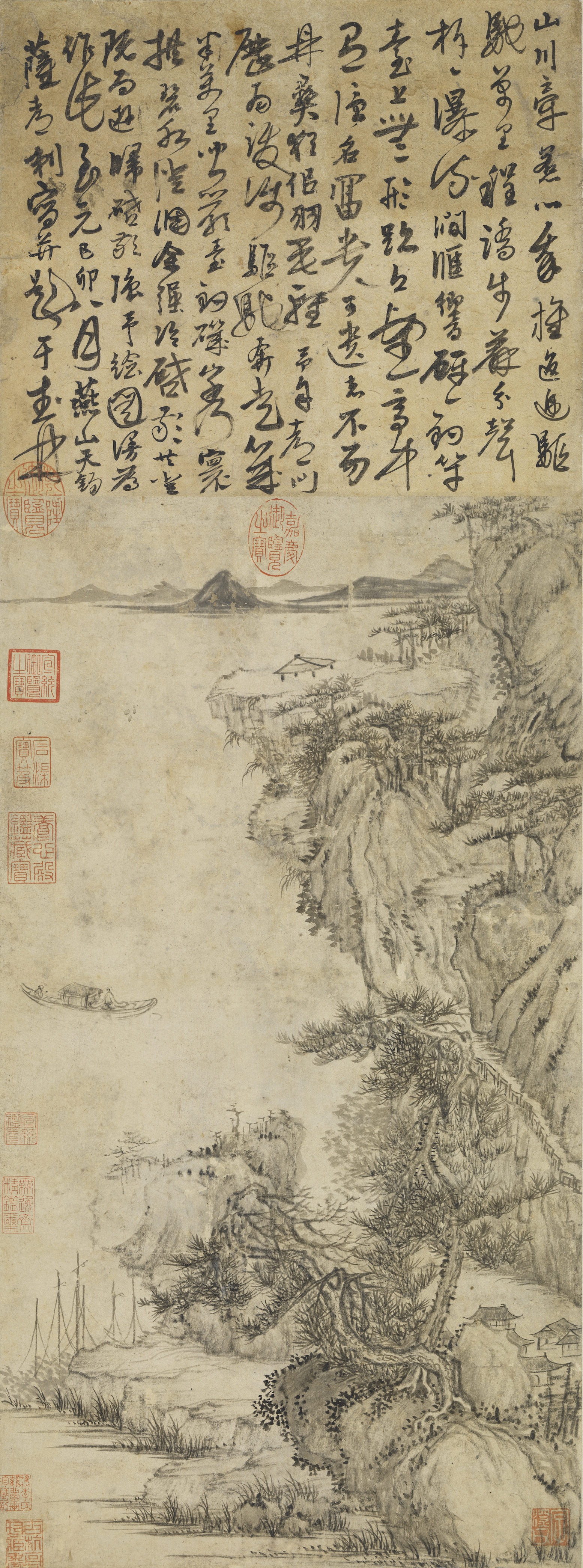
雁门萨氏之祖萨都剌为元代著名画家，图为萨都剌的画作嚴陵釣臺圖，現藏于台北國立故宮博物院

雁门萨氏源于宋元之际西域西突厥葛罗禄部落的答失蛮氏家族，见于历史记载的始祖为萨拉布哈（思兰不花），他为元世祖四处征战立下了很大的功勋，其第三世的萨都剌出生于山西雁门，是元代著名诗人和画家，被元朝赐姓萨，成为雁门萨氏的肇始，其家族逐渐蒙古化。萨都剌精通汉文诗词书法，在赐姓后取汉名天赐，号直斋，他一共有兄弟三人，萨都剌为长兄，其二弟萨野芝有一子为萨仲礼，在元统元年（1333年）中进士，并被授予福建行中书省检校一职，于是萨仲礼赴福建就职，定居于福州通贤坊，去世后葬於侯官县大梦山，成为雁门萨氏入闽开基的始祖。

## 发展

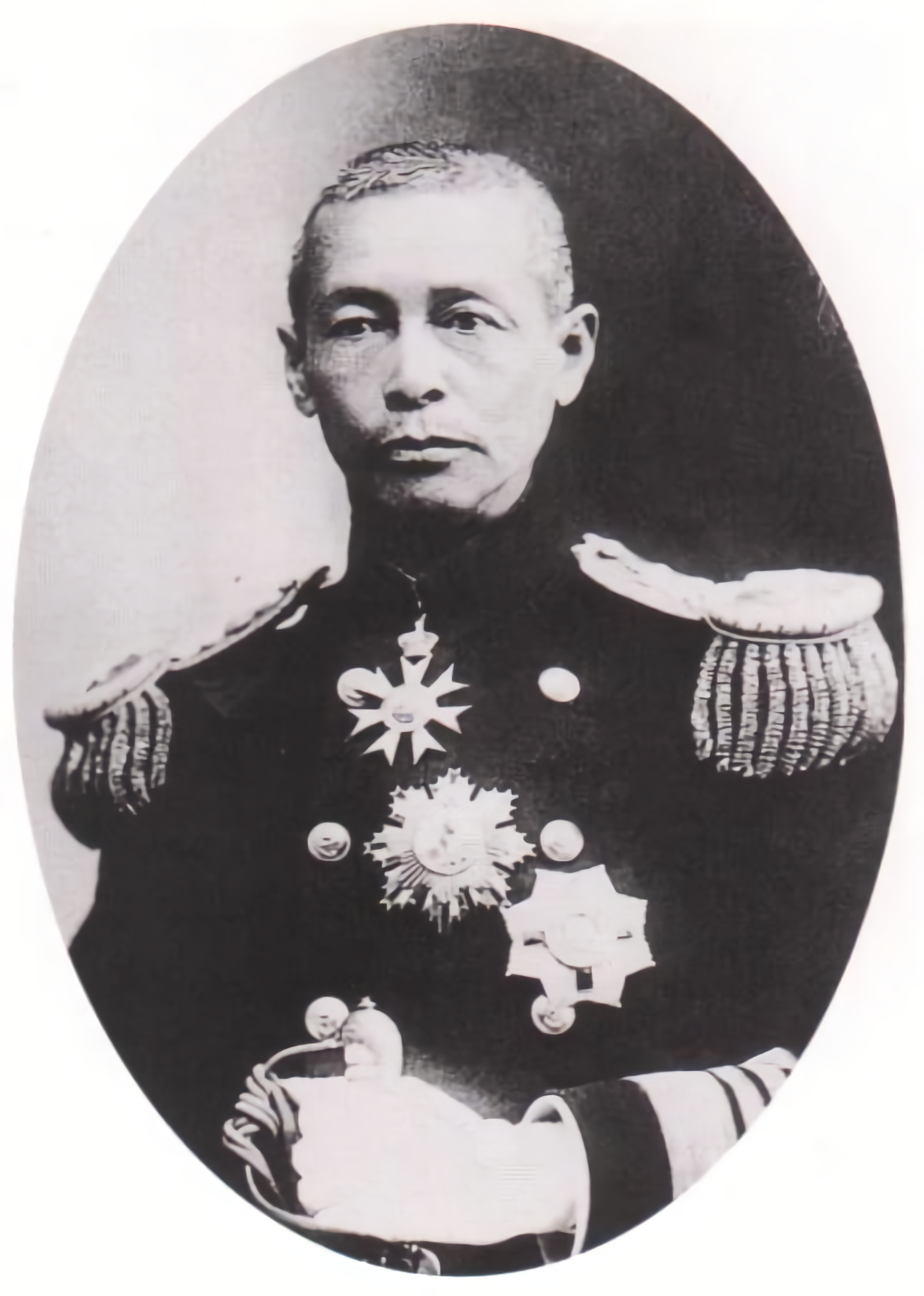
雁门萨氏中的萨镇冰是近代中国海军界的元老人物

雁门萨氏在元代中期入闽后，颇为重视文化教育，萨氏入闽第三代的萨琦就是明朝宣德五年的进士，官至礼部右侍郎兼詹事府少詹事。有学者认为，萨氏家族在入闽之初的元明之际仍维持色目人的穆斯林身份，例证之一就是萨琦曾出资修缮福州清真寺，但同时萨琦又提倡汉族儒家的礼仪，他的葬礼就改变了色目人的传统，使用朱子家礼，这一举动得到福州汉族士绅的好感，也使该家族开始逐渐汉化。清代，尤其是清代中晚期，福州雁门萨氏的文教兴盛，不仅在科举上多有建树，还开始接受新式的西方教育。家族中的萨镇冰就在1870年11岁时考入福建船政学堂，1877年（光绪三年）又到英国格林威治海军学院学习，是最早一批赴西方学习军事的中国人之一。薩氏家族在經商方面也頗有成就，早在明代該家族就在福州經營鹽業，其生意的繁榮歷上百年不衰，因而成為福州的富商家族。20世纪，雁门萨氏家族中有许多人士成为海军界、教育界、学术界、商界颇有影响的人物，特别是在20世纪上半叶家族达到鼎盛时期，其时萨氏中有政界军界元老萨镇冰、厦门大学校长兼中央研究院院士萨本栋、台湾大学法学院院长萨孟武、中国银行总裁萨福楙、中山舰舰长萨师俊等。

## 著名人物

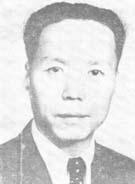
雁门萨氏的萨本栋曾是厦门大学校长、第一届中央研究院院士

雁门萨氏600年来产生了9位进士、40多位举人、10位诗人，在近现代则出现了5位将军、12位博士、数十位学者、1位中央研究院院士和1位中国科学院外籍院士。
- 萨都剌（1272年─1355年），元代著名诗人、画家、书法家，有《雁门集》14卷和多幅画作传世。[4]
- 薩琦，明朝禮部侍郎，以文德著稱，他引導了福州薩氏接受儒家禮教。[8]
- 萨玉衡（1758年—1822年），清代闽派诗人，有《白华楼诗钞》4卷、《白华楼焚余稿》1卷，曾参与校注萨都剌《雁门集》。[4]
- 萨镇冰（1859年－1952年），海军上将，参加过甲午海战，曾任清朝南北洋水师兼广东水师提督、中华民国北洋政府国务总理、海军总长、中华民国福建省省长、中华共和国延建省省长、中华人民共和国全国政协委员、中央人民政府革命军事委员会委员。[4]薩圭申是清末海軍大臣薩鎮冰的孫女，丈夫王助，他們倆人無子女。
- 萨本栋（1902年—1949年），电机工程专家，第一届中央研究院院士，曾任中央研究院总干事、中研院物理研究所所长、厦门大学校长。[4]
- 萨本铁，萨本栋大哥，20世纪著名的有机化学家、生理学家、药物学家，在学术上卓有建树，因1945年8月在日本占领区的北京大学任教而落选第一届中央研究院院士，后赴美国继续学术研究。[9]
- 萨师俊（1896年—1938年），中华民国海军上校，中山舰舰长，在抗日战争中指挥中山舰参加武汉会战，遭日军飞机轰炸而殉国。[4]

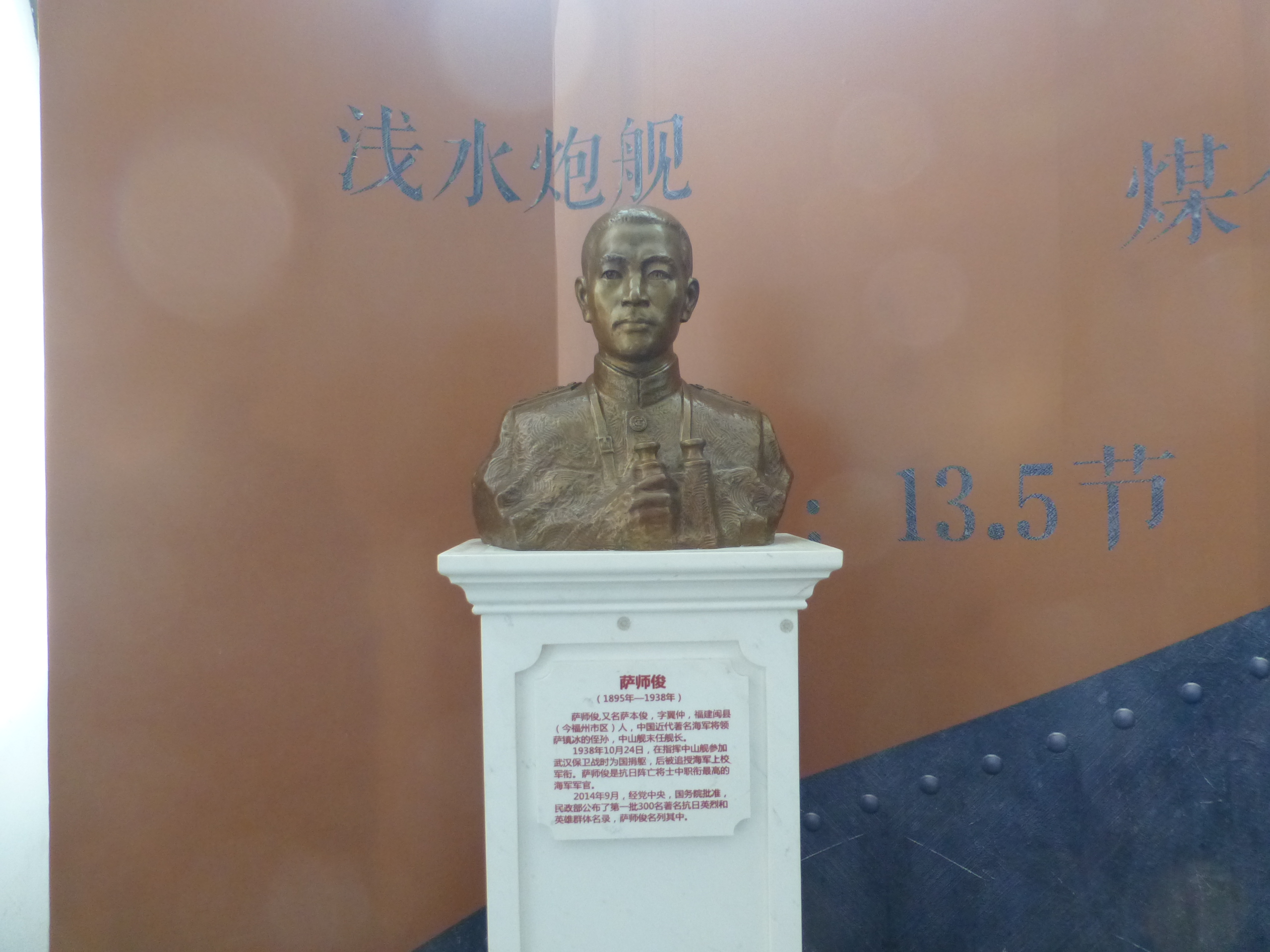
薩師俊塑像

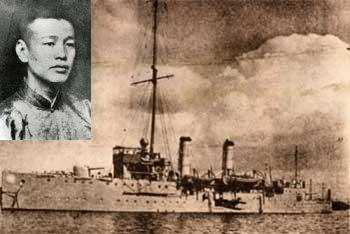
中山艦艦長薩師俊陣亡於抗日戰爭武漢會戰的長江江面上

- 薩師洪，中华民国海军少將，國立台灣海洋大學教授，薩師俊之弟。
- 萨师煊（1922年－2010年），计算机科学家，中国数据库学科奠基人之一。[10]
- 萨孟武（1900年—1984年），法学家，曾担任中华民国立法委员、国立台湾大学法学院院长。[4]
- 萨支唐，微电子学家，萨本栋之子、美国国籍，为美国国家工程院院士、中央研究院院士、中国科学院外籍院士。[11]
- 薩曉雲，薩師洪之次子，中華民國海軍中將，前任海軍副司令
- 萨本炘，中华人民共和国造船专家，第一机械工业部船舶产品设计院总工程师
- 萨本茂，中国人民解放军海军化学高级工程师，被授予“热爱海军事业的模范党员”荣誉称号
- 萨本望，中国人民解放军军级研究员、中国国际战略学会研究员
- 萨本珪，中共福州市委宣传部副部长、福州市社科所所长、福州市第七届政协委员
- 萨本佶，上海汽轮机有限公司副总工程师，高速齿轮轴承专家
- 萨本嘉，中华人民共和国物资部物资再生利用研究所主任
- 萨本仁，萨福楙之子，汕头大学历史系教授
- 萨支山，中国社会科学院文学研究所副研究员
- 萨支辉，萨本仁之女，汕头大学法学院副教授

## 福州雁门萨氏祖居

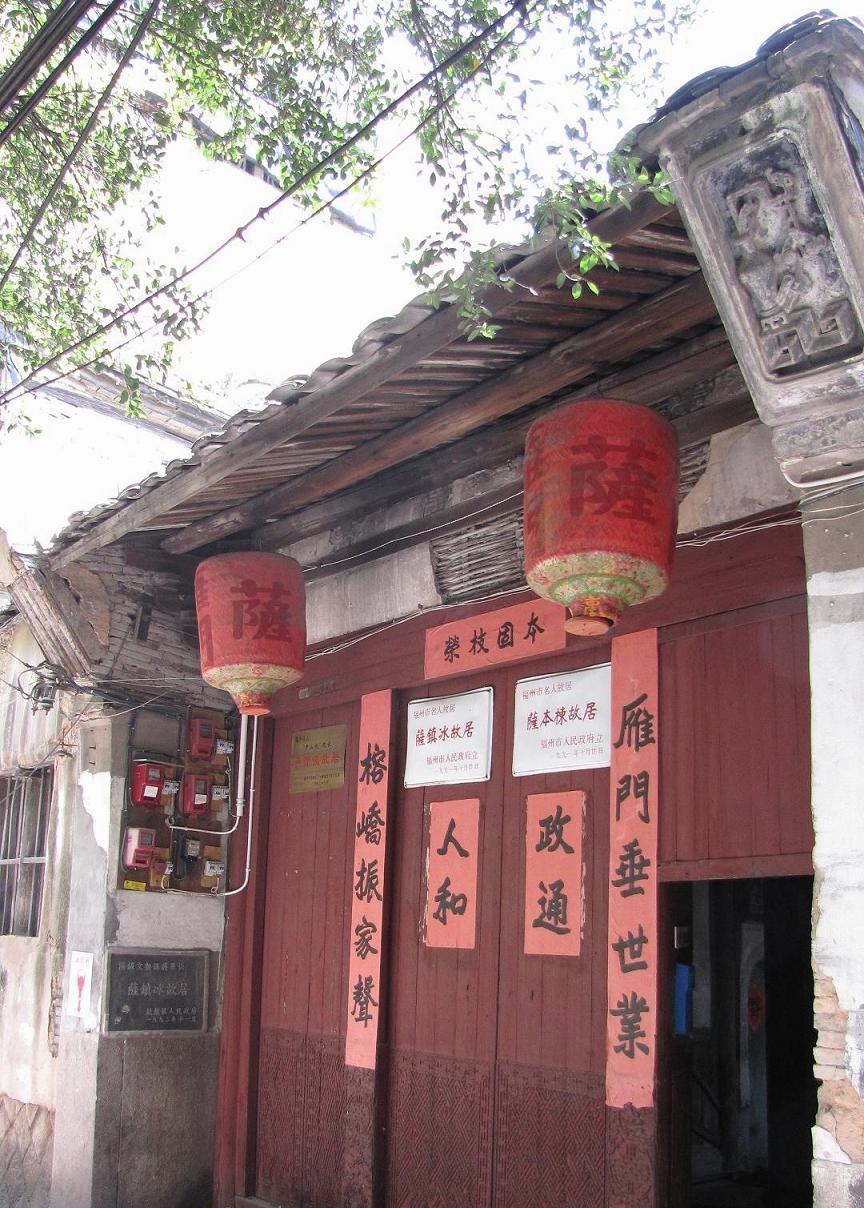
福州朱紫坊萨家大院正门

福州雁门萨氏的祖居位于福州市鼓楼区安泰河墘的朱紫坊22号，属于中国全国重点文物保护单位三坊七巷和朱紫坊建筑群的一部分，是朱紫坊的明清古民居中最豪华的一处，萨氏家人仍居住其中。现建筑建于1872年（清同治壬申年），为入闽雁门萨氏第一支长房十六世萨兰芬所建，其建筑是南北向，共五进，西侧有花厅，总面积达2080平方米。整体平面前宽现后窄、呈簸箕型，第三进前厅为供奉祖先牌位的所在，也是家族祭祀活动的场所，前三进皆为双披顶、穿斗式木构架结构院落，第四进则为东天井、西三间双层藏书屋的格局，第五进为一坐北朝南的小院，每进院落皆有凿井；花厅十分精致，装饰有假山、屏风等。因年久失修，到2008年时，萨氏祖居墙体存在着不同程度的损坏，甚至还发生过火灾。

## 民族争论
关于雁门萨氏所属的民族，学术界有多种看法。有学者认为雁门萨氏源自西域突厥人葛罗禄部落的答失蛮氏家族，元代史籍将他们作色目人，而根据色目人的源流，不少学者将萨氏当作回族，还有学者考证出雁门萨氏乃是阿拉伯人后代。但还有许多学者则倾向于将雁门萨氏归于蒙古族，理由是元代时萨氏已经蒙古化，或可称为蒙古色目人。而福州的地方志也常将雁门萨氏的人物列为蒙古族。在清代《四库全书》中甚至出现了自相矛盾的说法，《四库全书·总目提要》称萨都剌为蒙古人，而在《四库全书·简明目录》中却又称萨都剌“本色目人”。也有人认为雁门萨氏在萨琦之后已汉化为汉族。在1960年代中国民族身份认定工作中，福州的雁门萨氏多将自己的民族成分认定为蒙古族。